# Big Jim Slade
Big Jim Slade is een fictieve superheld uit de film The Kentucky Fried Movie van John Landis, en wordt daarin gespeeld door de in een rode slip gestoken acteur Manny Perry.

## Biografie
Big Jim is een voormalige Tight end voor de Kansas City Chiefs en wordt in de film meegeleverd met de LP "The Joy of Sex", waar ingeval de mannelijke partner last heeft van Ejaculatio praecox de vrouwelijke partner toch aan haar trekken kan komen. Hij is daartoe geëquipeerd met verschillende zweepjes en kettingen en een geslachtsdrift waar je steil van achterover slaat. Hij heeft wereldwijd vrouwen bevredigd.